# Canadian Vickers Velos
Il Canadian Vickers Velos fu un idrovolante da ricognizione fotografica biplano triposto sviluppato dall'azienda aeronautica canadese Canadian Vickers Limited negli anni venti del XX secolo, e rimasto allo stadio di prototipo.

## Storia del progetto
Nel 1926 la Royal Canadian Air Force emise un requisito per un aereo da ricognizione fotografica. L'ufficio tecnico della Canadian Vickers Limited progettò un biplano dotato di galleggianti a scarponi, per operare dai numerosi specchi d'acqua del paese. Il prototipo, matricola G-CYZX, il 18 novembre 1927 venne consegnato alla RCAF per le opportune valutazioni.
Dai primi collaudi di flottaggio emerse il fatto che l'aereo risultava troppo pesante, aveva problemi di galleggiamento ed era troppo alto sull'acqua. Nel tentativo di risolvere i problemi il primo volo venne posticipato all'anno successivo, ma il pilota collaudatore che lo effettuò, svolgendo poi altri collaudi, diede parere assolutamente negativo considerando il Velos incapace di svolgere qualsiasi ruolo all'interno della RCAF.
Il 30 novembre, mentre l'aereo era impegnato in un volo di prova, incappò in una tormenta e precipitò al suolo danneggiandosi irreparabilmente. La cellula venne quindi smantellata per recuperare pezzi di ricambio.

## Paesi utilizzatori
Canada
- Royal Canadian Air Force